# Klemen Kukec
Klemen Kukec, slovenski matematik, * ????, Metlika, † 1541.
Kukec je bil Perlahov učenec. Leta 1531 je začel predavati matematiko na dunajski univerzi, leta 1539 pa je postal dekan tamkajšnje Filozofske fakultete.